# Machang, Tianjin
Machang (kinesiska: 马场, 马场街道) är ett stadsdelsdistrikt i Kina. Det ligger i storstadsområdet Tianjin, i den norra delen av landet, nära eller i stadens centrum. Antalet invånare är 54 949. Befolkningen består av 27 883 kvinnor och 27 066 män. Barn under 15 år utgör 7,0 %, vuxna 15-64 år 78 %, och äldre över 65 år 14,0 %.